# Křesťanská demokracie (Itálie)
Křesťanská demokracie (italsky Democrazia Cristiana, zkratka DC) byla italská křesťanskodemokratická politická strana. Po celou dobu svojí existence byla nejsilnější italskou stranou. Vládla v letech 1943 až 1994 do jejího rozpuštění v aféře Tangentopoli.

## Historie

### Počátky a konflikt s komunisty

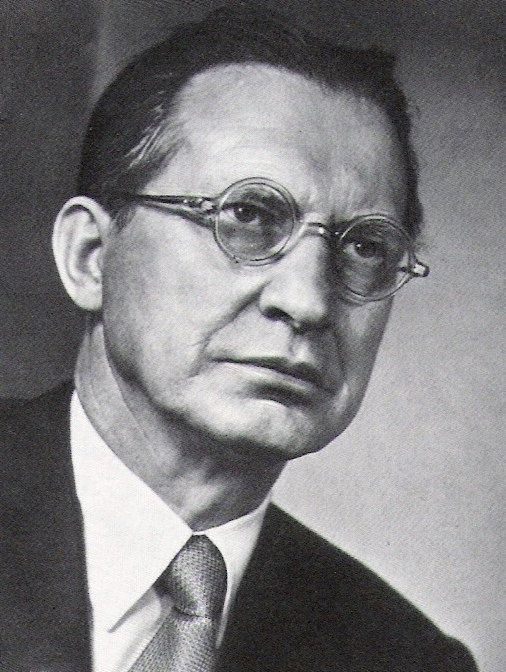
Alcide De Gasperi

Strana se vyvinula na konci roku 1942 jako obnovení původní Italské lidové strany. V prosinci téhož roku se v Turíně podílela na založení Antifašistického výboru, opoziční organizace vůči fašistické diktatuře.
Do čela strany se postavil Alcide De Gasperi, který se stal v prosinci 1945 premiérem. V červnu 1946 se konaly první poválečné volby, z nichž Křesťanská demokracie vyšla s 35 procenty hlasů jako nejsilnější. S levicovým blokem ostatních dvou velkých politických stran (Italská komunistická strana a Italská socialistická strana) ale měli křesťanští demokraté zhruba vyrovnané síly.
Od obnovení civilní vlády se na ní podílely všechny politické strany včetně komunistů. Čím více ale světovou politickou scénu ovlivňovala studená válka, tím více se stupňoval americký tlak na vládu bez komunistů. De Gasperi využil ke zbavení se komunistů rozkolu v socialistické straně v květnu 1947. O směřování země měly rozhodnout klíčové volby v roce 1948. Kampaň Křesťanská demokracie pojala jako konflikt mezi svobodu a komunismem, Amerikou a Ruskem. Hlasování skončilo velkým úspěchem DC, která získala bezmála polovinu hlasů.

### 50. a 60. léta
Od té doby Křesťanská demokracie jednoznačně dominovala italské politice. Sice již nikdy nedosáhla takového úspěchu jako ve volbách roku 1948, vždy ale skončila na prvním místě a všeobecný bojkot komunistické strany znemožňoval vytvoření levicové koalice. Mocenský monopol Křesťanské demokracie na druhou stranu z podstaty podporoval korupci a způsoboval jistou politickou strnulost.
V poválečných letech Itálie vstoupila do éry velkého ekonomického rozkvětu; Křesťanská demokracie se v tomto období postupně posunula do umírněnějších pozic. V šedesátých letech začala strana vládnout se socialisty, a to zejména pro zamezení jejich splynutí s komunisty. 

### Historický kompromis
V dalších obdobích byly stále časté vlády křesťanských demokratů se socialisty. Postupem času se k tomu mírnila politika Italské komunistické strany, která se posunula k eurokomunismu a spolupráci s DC. V letech 1976-1979 komunisté dokonce měli zastoupení ve vládě. Tento nový kurs byl označován jako „historický kompromis“; vyvolal nicméně odpor jak ze strany pravicovější části Křesťanské demokracie, tak ze strany radikálních komunistů. Ve společnosti narůstalo násilí, zejména kvůli extrémně levicovým Rudým brigádám. Ty stály za unesením a následným zavražděním čelného politika Křesťanské demokracie Alda Mora (březen 1978). Pro zemi se tato událost stala velkým šokem. Následujícího roku komunisté oznámili konec politiky historického kompromisu.

### 80. léta
Volby v roce 1983 skončily pro stranu nejhorším výsledkem od roku 1948, když získala pouze 33 procent hlasů. Kvůli rozčarování a konfliktům ve vedení Křesťanské demokracie byl post premiéra přenechán socialistovi Bettinu Craximu. Za jeho vlády Itálie vstoupila do nové konjunktury, zároveň ale začaly na povrch vyplouvat značné limity státní správy, zejména korupce a nehospodárnost. Křesťanští demokraté ani socialisté těmto potížím nedokázali efektivně čelit.

### Rozpuštění
Problémy dramaticky vyvrcholily v roce 1993 během tzv. aféry Tangentopoli, kdy byl rozkryt korupční systém sahající do nejvyšších pater politiky a vedení politických stran, a to včetně DC. Toto politické zemětřesení zničilo dosavadní italský politický systém i strany.
Křesťanská demokracie se následkem aféry roku 1994 přeorganizovala pod staronovým názvem Italská lidová strana; dramaticky jí ale klesla voličská podpora (na zhruba 10%) a nikdy nedosáhla původního významu. Po dalších sloučeních a rozkolech se v roce 2008 začlenila do dnešní středolevicové Demokratické strany.
Kromě Italské lidové strany se roku 1994 oddělil ještě Křesťanskodemokratický střed, který se roku 2002 sloučil do současné Unie středu.

## Ideologie
Z ideového hlediska byla Křesťanská demokracie diverzifikovaná, ve straně existovaly pravicové i levicové frakce. Jednotícím motivem byl antikomunismus a prozápadní orientace. Přestože byli mnozí členové pokrokově či levicově zaměřeni, byl ve straně jasný křesťanskodemokratický základ; měla velkou podporu na venkově i zastání ve Vatikánu. Celkově se jednalu o stranu konzervativní elity s jistým sociálně konzervativním prvkem. Její všelidový charakter a strach z komunismu k ní nicméně přivedl i řadu voličů z jiných částí politického spektra.

## Seznam lídrů

### Seznam tajemníků strany
- Alcide De Gasperi (1944-1946)
- Attilio Piccioni (1946-1949)
- Giuseppe Cappi (1949)
- Paolo Emilio Taviani (1949-1950)
- Guido Gonella (1950-1953)
- Alcide De Gasperi (1953-1954)
- Amintore Fanfani (1954-1959)
- Aldo Moro (1959-1964)
- Mariano Rumor (1964-1969)
- Flaminio Piccoli (1969)
- Arnaldo Forlani (1969-1973)
- Amintore Fanfani (1973-1975)
- Benigno Zaccagnini (1975-1980)
- Flaminio Piccoli (1980-1982)
- Ciriaco de Mita (1982-1989)
- Arnaldo Forlani (1989-1992)
- Mino Martinazzoli (1992-1994)

### Seznam premiérů za Křesťanskou demokracii
- Alcide De Gasperi (1946-1953)
- Giuseppe Pella (1953-1954)
- Amintore Fanfani (1954)
- Mario Scelba (1954-1955)
- Antonio Segni (1955-1957)
- Adone Zoli (1957-1958)
- Amintore Fanfani (1958-1959)
- Antonio Segni (1959-1960)
- Fernando Tambroni (1960)
- Amintore Fanfani (1960-1963)
- Giovanni Leone (1963)
- Aldo Moro (1963-1968)
- Giovanni Leone (1968)
- Mariano Rumor (1968-1970)
- Emilio Colombo (1970-1972)
- Giulio Andreotti (1972-1973)
- Mariano Rumor (1973-1974)
- Aldo Moro (1974-1976)
- Giulio Andreotti (1976-1979)
- Francesco Cossiga (1979-1980)
- Arnaldo Forlani (1980-1981)
- Amintore Fanfani (1982-1983)
- Amintore Fanfani (1987)
- Giovanni Goria (1987-1988)
- Ciriaco de Mita (1988-1989)
- Giulio Andreotti (1989-1992)

## Volební výsledky

### Poslanecká sněmovna
| Volby | Hlasy      | Hlasy | Mandáty | Mandáty | Pozice | Postavení |
| Volby | Abs.       | %     | Abs.    | ±       | Pozice | Postavení |
| ----- | ---------- | ----- | ------- | ------- | ------ | --------- |
| 1946  | 8 101 004  | 35.2  | 207/556 | ▲80     | ▲1.    | Vláda     |
| 1948  | 12 740 042 | 48.5  | 305/574 | ▲98     | ▬1.    | Vláda     |
| 1953  | 10 862 073 | 40.1  | 263/590 | ▼42     | ▬1.    | Vláda     |
| 1958  | 12 520 207 | 42.4  | 273/596 | ▲10     | ▬1.    | Vláda     |
| 1963  | 11 773 182 | 38.3  | 260/630 | ▼13     | ▬1.    | Vláda     |
| 1968  | 12 441 553 | 39.1  | 266/630 | ▲6      | ▬1.    | Vláda     |
| 1972  | 12 919 270 | 38.7  | 266/630 | ▬0      | ▬1.    | Vláda     |
| 1976  | 14 218 298 | 38.7  | 263/630 | ▼3      | ▬1.    | Vláda     |
| 1979  | 14 046 290 | 38.3  | 262/630 | ▼1      | ▬1.    | Vláda     |
| 1983  | 12 153 081 | 32.9  | 225/630 | ▼37     | ▬1.    | Vláda     |
| 1987  | 13 241 188 | 34.3  | 234/630 | ▲9      | ▬1.    | Vláda     |
| 1992  | 11 637 569 | 29.7  | 206/630 | ▼28     | ▬1.    | Vláda     |